# SS-Unterscharführer

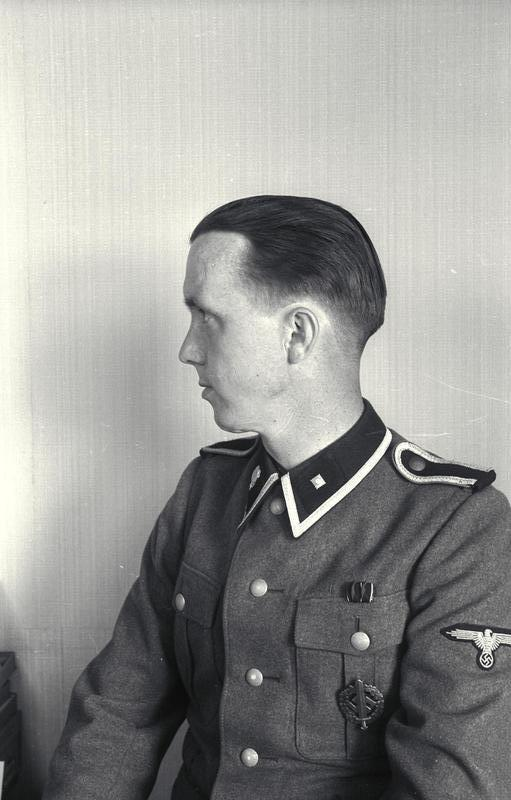
Ein SS-Unterscharführer

Der SS-Unterscharführer (kurz: Uscha; Ansprache: Unterscharführer) war im Deutschen Reich von 1934 bis 1945 der niedrigste Rang der Dienstgradgruppe der Unteroffiziere ohne Portepee der Schutzstaffel (SS).

## Ursprung
Unterscharführer wurde ursprünglich abgeleitet von Scharführer, eine paramilitärische Rangbezeichnung der NSDAP, die vornehmlich in der Sturmabteilung (SA) genutzt wurde. Die SS übernahm die Rangbezeichnung. In Verbindung mit der Reorganisation der SS nach dem Röhm-Putsch entstanden die Ränge SS-Scharführer und SS-Unterscharführer. Wobei der SS-Unterscharführer äquivalent zum SA-Scharführer war. Eine Rangbezeichnung  SA-Unterscharführer hingegen hat es zu keinem Zeitpunkt gegeben.

## Die SS-Schar
Eine SS-Schar bezeichnete die kleinste SS-Einheit, wurde aus zwei SS-Rotten mit insgesamt acht Mann gebildet und unterstand bis Oktober 1934 in der Regel einem SS-Scharführer. Der SS-Schar entsprach in der Wehrmacht der Gruppe.
Drei Scharen bildeten einen Trupp, der zwischen 20 und 60 Mann stark und dem Zug der Wehrmacht vergleichbar war. Im Oktober 1934 wurde der Dienstgrad „Scharführer“ in SS-Unterscharführer umgewandelt. Die Bezeichnung SS-Schar wurde bei allen SS-Gliederungen verwendet.

## Allgemeine SS
In der Allgemeinen SS war der Unterscharführer typischerweise Führer einer Teileinheit von sieben bis fünfzehn SS-Männern. Als niedrigster Unteroffiziersrang ohne Portepee waren zudem sicherheitsrelevante Stabsverwendungen möglich.

## SS-Totenkopfverbände
Im Bereich der Konzentrationslager wurden Unterscharführer häufig als Blockführer eingesetzt.

## Waffen-SS
Im Vergleich zur Allgemeinen SS galten die Anforderungen an einen SS-Unterscharführer der Waffen-SS als höher. Auch hier war der SS-Unterscharführer der niedrigste Unteroffiziersrang.
Innerhalb der SS-Kompanien und Züge war die Verwendung als Teileinheitsführer (Gruppe, Trupp, Bedienung oder Besatzung) typisch.
Mögliche Aspiranten – sogenannte Unterführer-Anwärter – durchliefen vor einer möglichen Beförderung zu/ oder Einweisung in diesen ersten Unteroffiziersrang einen vorgegebenen Auswahlprozess. In dieser Zeit erfolgten entsprechende Unterrichtungen, Lehrgänge und Prüfungen, einschließlich des sogenannten Ariernachweises.
Bei den Abbildungen werden die Rangabzeichen oder Dienstgradabzeichen gezeigt, die als Schulterstücke und Kragenspiegel, aber auch als Ärmelabzeichen ab 1942 für Tarn- oder Spezialanzüge, getragen wurden. Die Kragenspiegel mit SS-Runen und dem Rangabzeichen wurden an der feldgrauen Uniformjacke der Waffen-SS oder der grauen Feldbluse getragen.

## Rangfolge und Insignien
Dieser SS-Rang war dem SA-Scharführer und dem damaligen Unteroffizier in Heer und Luftwaffe der Wehrmacht gleichgestellt. Der SS-Junker als Führeranwärter (FA) der Waffen-SS war nominell dem SS-Unterscharführer gleichgestellt. Die Paspelierung der Schulterstücke war in der für Unteroffiziere der Waffen-SS festgelegten Waffenfarbe gehalten.
| Dienstgrad                 |                             |                       |
| niedriger: SS-Rottenführer | SS-Unterscharführer (Uscha) | höher: SS-Scharführer |

Rangabzeichen SS-Unterscharführer der Waffen-SS
Schulterstück (Waffenfarbe Orange: Feldgendarmerie / Sonderdienste)
SS-Junker (Waffenfarbe Weiß: Infanterie)
Kragenspiegel (Uscha / SS-Junker)
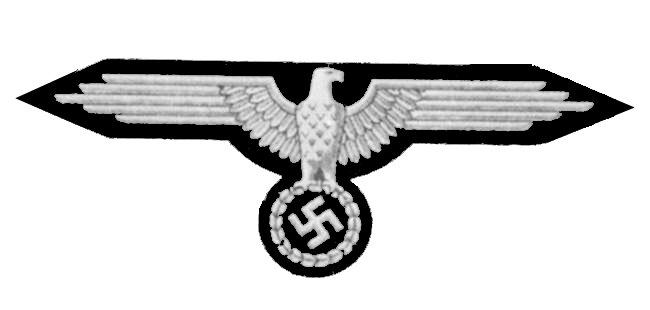
Hoheitsabzeichen (linker Oberarm, Tuchuniform)
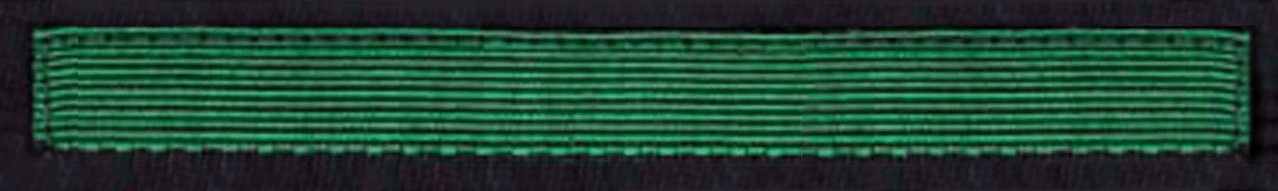
Ärmelabzeichen Tarnanzug (Sommer)
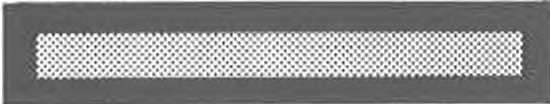
... Winter